# David Enskog
David Enskog (Västra Ämtervik, 1884 – Stoccolma, 1947) è stato un fisico svedese.
Docente di matematica a Stoccolma dal 1930, gli si deve la formulazione della approssimazione di Chapman-Enskog.